# The Choir of Trinity College, Cambridge
The Choir of Trinity College, Cambridge (auch kurz: Trinity College Choir) ist der Gemischte Chor des Trinity College in der University of Cambridge.

## Geschichte
Die Anfänge des Chores gehen zurück bis in das 14. Jahrhundert als Choristen der Chapel Royal in der  King’s Hall studierten, die heute zum Trinity College gehört, aus denen sich ein initial reiner Männerchor bildete. Musikdirektoren dieser Zeit waren unter anderen Charles Villiers Stanford, Alan Gray, Raymond Leppard und Richard Marlow. Erst in den 1980er Jahren integrierte Richard Marlow weibliche Stimmen in den Chor.

## Der Chor heute
Heute umfasst der Chor aus Stipendiaten im Grundständigen Studium etwa 30 Sänger und 2 Organisten. Seit 2006 ist Stephen Layton Musikdirektor.
Während der Semester besteht die Hauptaufgabe des Chores im Praktizieren der liturgischen Tradition in der Trinity College Chapel, die sich sowohl katholischer als auch protestantischer Wurzeln bedient. Seine Tonträgeraufnahmen für Hyperion Records produzierte der Chor in Zusammenarbeit dem Orchestra of the Age of Enlightenment, City of London Sinfonia, Britten Sinfonia oder Academy of Ancient Music und gewann damit einen Gramophone Award. Auf seinen Konzerttourneen war der Chor zu Gast bei der American Guild of Organists 2012.
Im Januar 2011 wurde The Choir of Trinity College, Cambridge von der Zeitschrift Gramophone auf Platz 5 der 20 Greatest Choirs of the World gewählt.